# Kurt-Heinz Stolze
Kurt-Heinz Stolze (26. ledna 1926 Hamburk – 12. srpna 1970 Mnichov) byl německý skladatel, klavírista, cembalista a dirigent.

## Život
Po ukončení střední školy studoval Kurt-Heinz Stolze klavír, varhany a dirigování v letech 1942 až 1947 na hudební škole v rodném Hamburku. Dirigování se učil u Wilhelma Brücknera-Rüggeberga. Po ukončení studia získal první trvalé angažmá v roce 1956, když ho Královská opera v Kodani najala na rok jako dirigenta a korepetitora.
V roce 1957 se přesunul do Württemberského státního divadla ve Stuttgartu, kde se stal korepetitorem opery a baletu. Tam se spřátelil s choreografem Johnem Crankem a začal s ním pravidelně spolupracovat. Jako dirigent nastudoval a řídil provedení řady baletních představení, kupř. Labutího jezera. Cyklus smyčcových koncertů Antonia Vivaldiho L'Estro Armonico upravil pro baletní scénu. Je autorem partitury pro Crankův balet Oněgin, kterou sestavil z děl Petra Iljiče Čajkovského. Vyhnul se přitom hudbě z opery Evžen Oněgin, místo toho zorchestroval například výběr z klavírních Ročních dob a použil i úryvek ze symfonické básně Francesca da Rimini. V roce 1969 upravil díla Domenica Scarlattiho a sestavil z nich partituru baletu Zkrocení zlé ženy.
Ve Stuttgartu se seznámil také s Fritzem Wunderlichem, se kterým následně vystupoval a spolu nahráli písňový cyklus Krásná mlynářka Franze Schuberta.
Ze světa odešel dobrovolně ve věku 44 let.